# Eclipse Glacier
Der Eclipse Glacier (englisch für Finsternisgletscher) ist ein Gletscher an der Südküste Südgeorgiens. Er fließt in südwestlicher Richtung in den nördlichen Abschnitt der Jacobsen Bight.
Die Benennung nahmen Teilnehmer der von 1954 bis 1955 unter der Leitung des britischen Bergsteigers George Sutton durchgeführten Vermessungskampagne im Rahmen des South Georgia Survey vor.